# Château-Guibert
Château-Guibert – miejscowość i gmina we Francji, w regionie Kraj Loary, w departamencie Wandea.
Według danych na rok 1990 gminę zamieszkiwało 1066 osób, a gęstość zaludnienia wynosiła 30 osób/km² (wśród 1504 gmin Kraju Loary Château-Guibert plasuje się na 549. miejscu pod względem liczby ludności, natomiast pod względem powierzchni na miejscu 195.).